# Eva Hemming

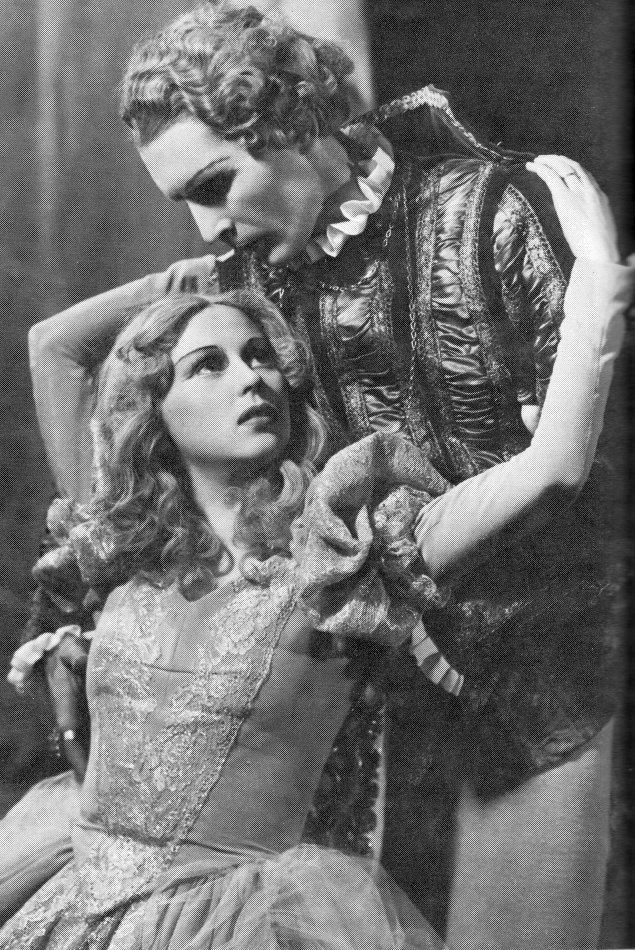
Eva Hemming y Kaarlo Hiltunen en 1946 en Scaramouchen

Eva Hemming (12 de enero de 1923 – 15 de enero de 2007) fue una actriz y bailarina finlandesa.

## Biografía
Su nombre completo era Eva Lisa Hemming, y nació en Helsinki, Finlandia. Estudió ballet en Helsinki y Estocolmo, siendo sus maestras Elisabeth Apostoli y Maggie Gripenberg, además de formarse en la escuela del Teatro Sueco. Formó parte del ballet de la Ópera Nacional de Finlandia en 1940–1946 y, tras la Segunda Guerra Mundial, viajó y estudió en el extranjero.
Tras su retiro como bailarina, Hemming empezó a impartir cursos de claqué para principiantes, promoviendo dicho baile en Finlandia. En el año 1971 un grupo de sus estudiantes fundó la asociación Tap-Step, la primera de dicho tipo dedicada al claqué en su país. Mientras se encontraba en Nueva York se interesó por la danza oriental, fundando en 1977, a su regreso a Finlandia, una escuela de danza que enseñaba, además de ballet, danza oriental. Además de todo ello, también trabajó como coreógrafa del Teatro Nacional de Finlandia.
Hemming, que también fue actriz cinematográfica, fue premiada en el año 1977 con la Medalla Pro Finlandia. 
Eva Hemming falleció en Turku, Finlandia, en el año 2007. Fue enterrada en el Cementerio de Hietaniemi Había estado casada con el actor Leif Wager (1922–2002), con el que tuvo dos hijas, Evita y Carmela.

## Filmografía (selección)
- 1947 : Pikajuna pohjoiseen
- 1948 : Haaviston Leeni
- 1952 : Tåg norrut
- 1953 : Kolmiapila